# Waberi Abdourahman

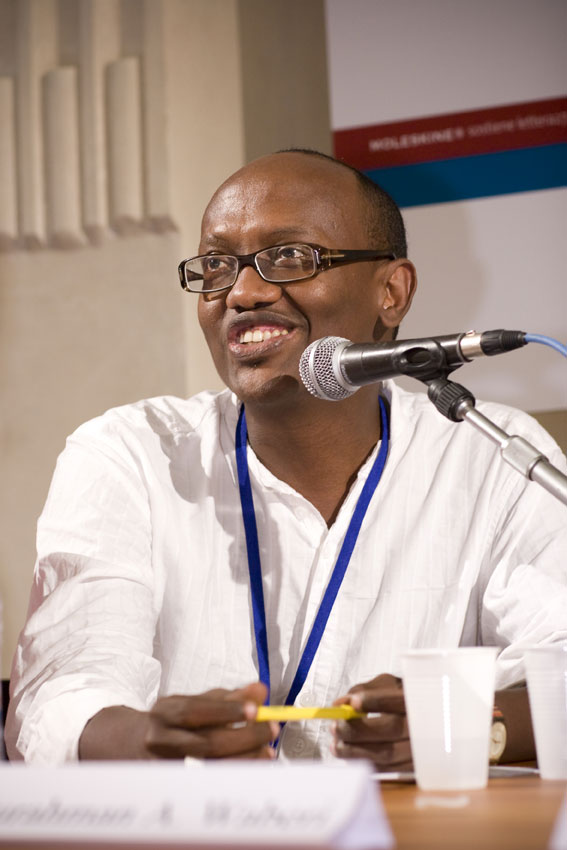
Abdourahman A. Waberi

Abdourahman A. Waberi (n. 20 iulie 1965, Djibouti, Djibouti) este un poet, eseist, romancier și nuvelist din Djibouti.